# Daviesia
Genre
Daviesia est un genre de plantes à fleurs dicotylédones de la famille des Fabaceae (Légumineuses), sous-famille des Faboideae, originaire du Sud-Est et du Sud-Ouest de l'Australie, qui comprend environ 80 espèces acceptées.

## Étymologie
Le nom générique, « Daviesia », est un hommage à Hugh Davies (1739-1821), naturaliste gallois.

## Liste d'espèces
Selon The Plant List (17 décembre 2018) :
- Daviesia abnormis F.Muell.
- Daviesia acicularis Sm.
- Daviesia alata Sm.
- Daviesia alternifolia Endl.
- Daviesia anceps Turcz.
- Daviesia angulata Benth.
- Daviesia arborea W.Hill
- Daviesia arenaria Crisp
- Daviesia arthropoda F.Muell.
- Daviesia asperula Crisp
- Daviesia benthamii Meissner
- Daviesia brevifolia Lindl.
- Daviesia buxifolia Benth.
- Daviesia cardiophylla F.Muell.
- Daviesia cordata Sm.
- Daviesia corymbosa Sm.
- Daviesia costata Cheel
- Daviesia crenulata Turcz.
- Daviesia croniniana F.Muell.
- Daviesia daphnoides Meissner
- Daviesia debilior Crisp
- Daviesia decipiens (E. Pritz.) Crisp
- Daviesia decurrens Meissner
- Daviesia dielsii E.Pritz.
- Daviesia discolor Pedley
- Daviesia divaricata Benth.
- Daviesia elongata Benth.
- Daviesia emarginata (Miq.) Crisp
- Daviesia epiphyllum Meissner
- Daviesia eremaea Crisp
- Daviesia euphorbioides Benth.
- Daviesia filipes Benth.
- Daviesia flava Pedley
- Daviesia flexuosa Benth.
- Daviesia genistifolia Benth.
- Daviesia gracilis Crisp
- Daviesia grahamii Ewart & Jean White
- Daviesia hakeoides Meissner
- Daviesia horrida Meissner
- Daviesia incrassata Sm.
- Daviesia inflata Crisp
- Daviesia lancifolia Turcz.
- Daviesia latifolia R.Br.
- Daviesia laxiflora (J.H. Willis) Crisp
- Daviesia leptophylla Don
- Daviesia longifolia Benth.
- Daviesia major (Benth.) Crisp
- Daviesia mesophylla Ewart
- Daviesia microphylla Benth.
- Daviesia mimosoides R.Br.
- Daviesia mollis Turcz.
- Daviesia nematophylla Benth.
- Daviesia nudiflora Meissner
- Daviesia obovata Turcz.
- Daviesia obtusifolia F.Muell.
- Daviesia oppositifolia Endl.
- Daviesia ovata Benth.
- Daviesia pachylima Turcz.
- Daviesia pachyphylla F.Muell.
- Daviesia pectinata Lindl.
- Daviesia pedunculata Benth.
- Daviesia physodes G.Don
- Daviesia podophylla Crisp
- Daviesia polyphylla Benth.
- Daviesia preissii Meissner
- Daviesia pubigera Benth.
- Daviesia purpurascens Crisp
- Daviesia quadrilatera Benth.
- Daviesia reclinata Benth.
- Daviesia rhombifolia Meissner
- Daviesia spinosissima Meissner
- Daviesia spiralis Crisp
- Daviesia squarrosa Sm.
- Daviesia striata Turcz.
- Daviesia stricta Crisp
- Daviesia teretifolia Benth.
- Daviesia triflora Crisp
- Daviesia trigonophylla Meissner
- Daviesia ulicifolia C.R.P.Andrews
- Daviesia umbellulata Sm.
- Daviesia uniflora D.A.Herb.
- Daviesia wyattiana Bailey